# Peter Trunk
Peter Trunk (Frankfurt, 17 de maio de 1936 – Nova Iorque, 31 de dezembro de 1973) foi um músico de jazz, instrumentista (baixo, guitarra, violoncelo), arranjador e compositor alemão.

## Bibliogafia
- Joachim Ernst Berendt: In Memoriam Peter Trunk, in Joachim Ernst Berendt: Ein Fenster aus Jazz - Essays, Portraits, Reflexionen. Fischer TB Verlag, Frankfurt a. M. 1978, S. 159-162
- Michael Naura: Jazz-Toccata - Ansichten und Attacken. Rowohlt, Reinbek bei Hamburg 1991
- Martin Kunzler: Jazz-Lexikon, Band 2, Rowohlt, Reinbek bei Hamburg 1988